# Itonia lignaris
Itonia lignaris är en fjärilsart som beskrevs av Jacob Hübner 1823. Itonia lignaris ingår i släktet Itonia och familjen nattflyn. Inga underarter finns listade i Catalogue of Life.